# Oberst Sponz
Oberst Sponz er en figur i tegneserien Tintins oplevelser. Han vil have hævn over Tintin og kaptajn Haddock, efter de smuglede Professor Tournesol ud af Bordurien. Han optræder i Tournesolmysteriet hvor han er politichef i Bordurien. Senere optræder han i Tintin og picaroerne, som General Tapiocas højre hånd. Efter General Tapioca blev afsat og General Alcazar igen styrer, bliver Obersten forvist tilbage til Bordurien.
Hans udseende er inspireret af forskellige aspekter fra den tyske vernemagt. Det kan tydeligt ses på uniformen. Han bærer også et monokel, som et par af vernemagtens officerer gjorde. 